# El arrepentido
El arrepentido (título original: Il pentito) es una película italiana de 1985. Fue dirigida por Pasquale Squitieri y protagonizada por Franco Nero y Tony Musante. El filme está basado en hechos reales que ocurrieron en 1984.

## Argumento
La mafia italiana está en una guerra interna entre la mafia tradicional y la moderna que no tiene escrúpulos. Un sicario mafioso llamado Vanni Ragusa (basado en Tommaso Buscetta), que es tradicionalista se ve obligado a colaborar con la policía para poder actuar contra los modernistas. 
El correspondiente juez Giudice Falco (basado en Giovanni Falcone) utiliza entonces su testimonio y a un banquero de Nueva York llamado Spinola (basado en Michele Sindona) que lavó el dinero de la mafia y que ya no puede, porque está en bancarrota, lo que desencadenó la guerra, para actuar contra la mafia italiana con el propósito de acabar con ella y con el derramamiento de sangre. Sin embargo nada es lo que aparenta ser.

## Reparto
| Actor         | Personaje                      |
| ------------- | ------------------------------ |
| Franco Nero   | Giudice Falco                  |
| Tony Musante  | Vanni Ragusa                   |
| Erik Estrada  | Salvo Lercara                  |
| Max von Sydow | Spinola                        |
| Rita Rusic    | Lidia Vasco                    |
| Marino Masé   | El teniente de los carabineros |
| Ivo Garrani   | Jefe Michele Ferro             |

## Recepción
En el presente la película ha sido valorada por el portal de información en el Internet IMDb. Con un total de 120 votos registrados al respecto, el filme obtiene una media ponderada de 6,0 sobre 10.